# قسنطینه
قُسَنطینه (به عربی: قسنطینة) شهری در استان قسنطینه واقع در کشور الجزایر است که در سال ۱۹۹۸ میلادی ۴۶۲٫۱۸۷ نفر جمعیت داشته و جمعیت آن در سال ۲۰۰۵ میلادی به ۵۰۷٫۲۲۴ نفر رسیده‌است.

## نگارخانه

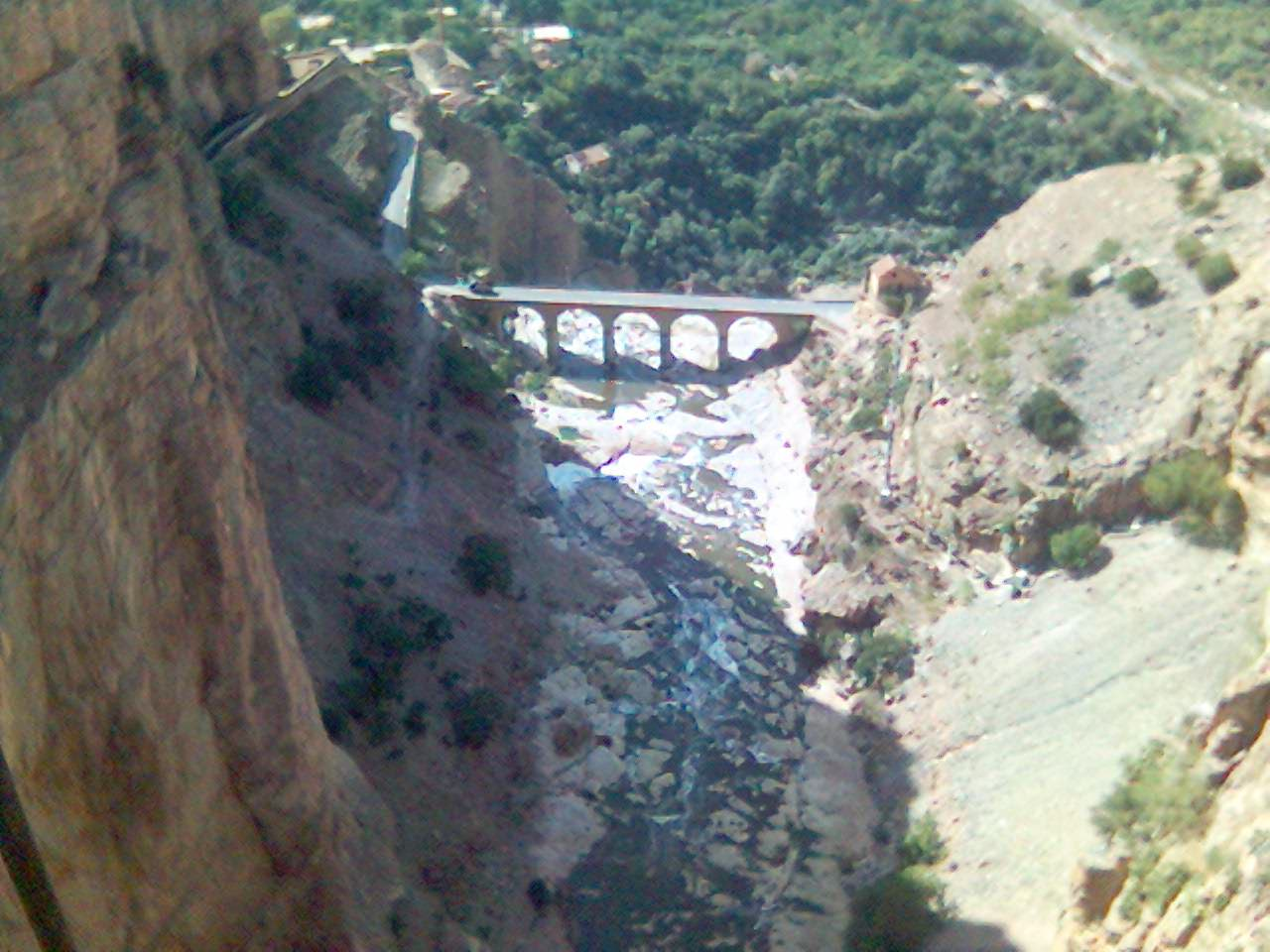
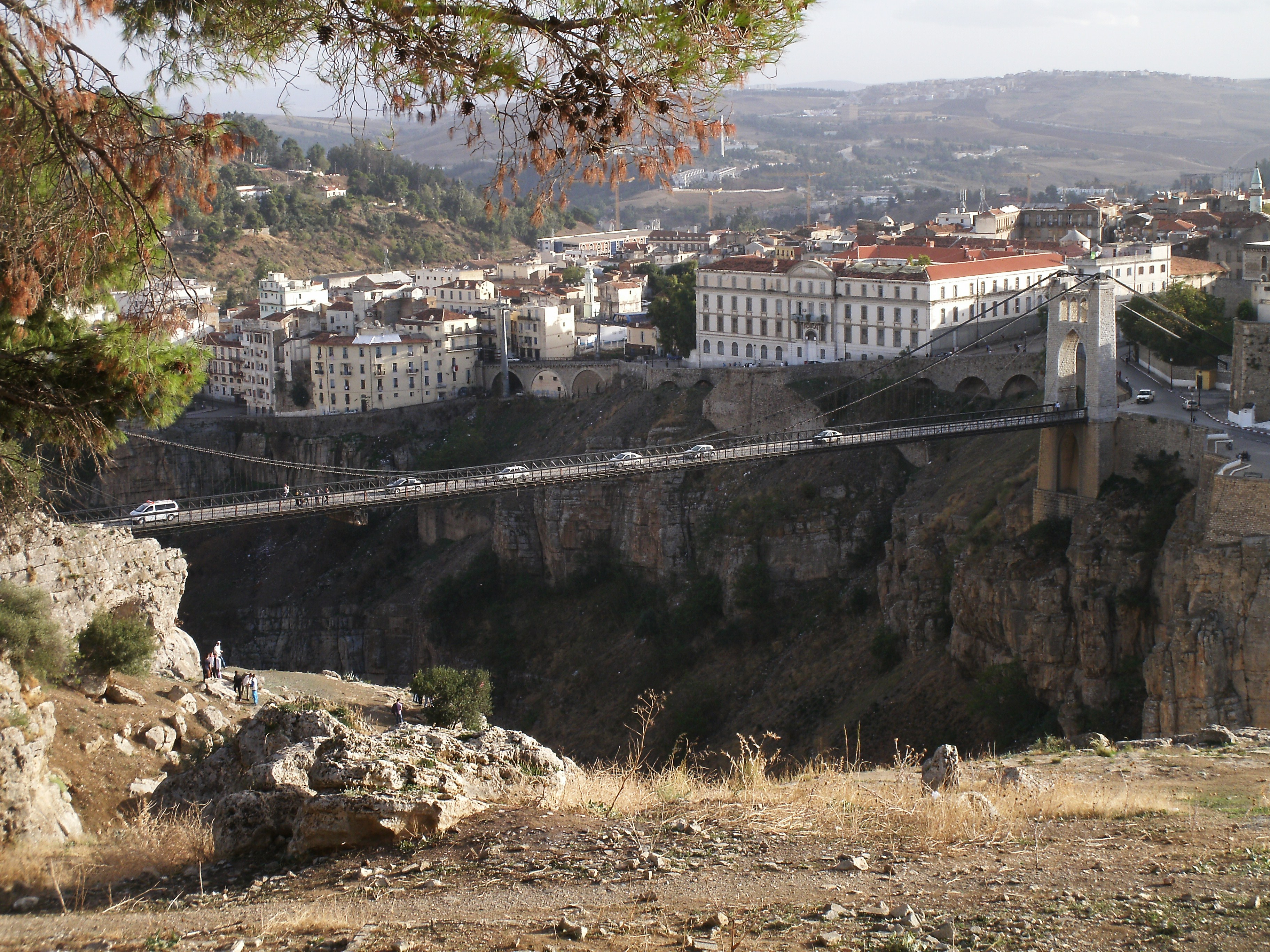
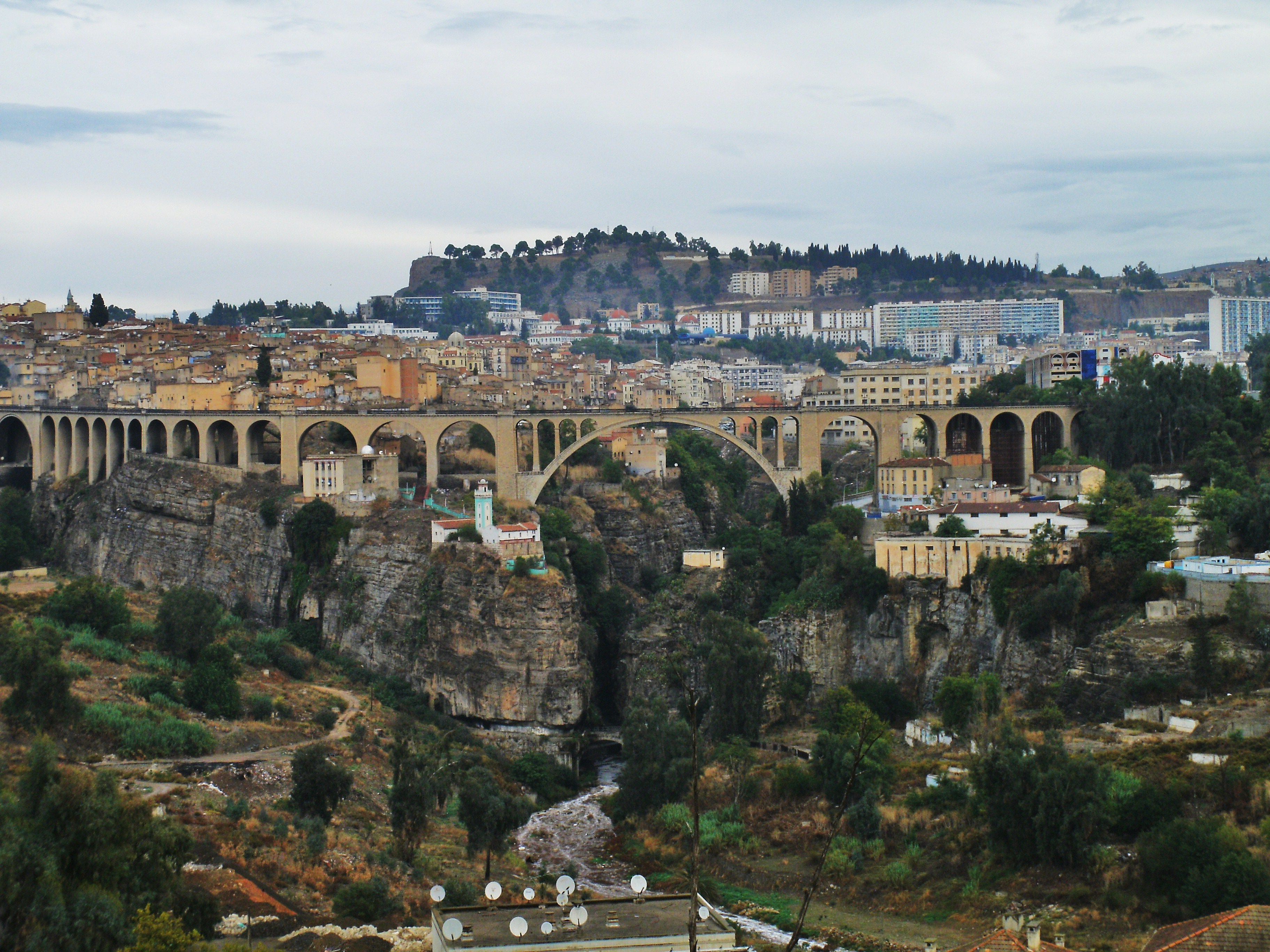
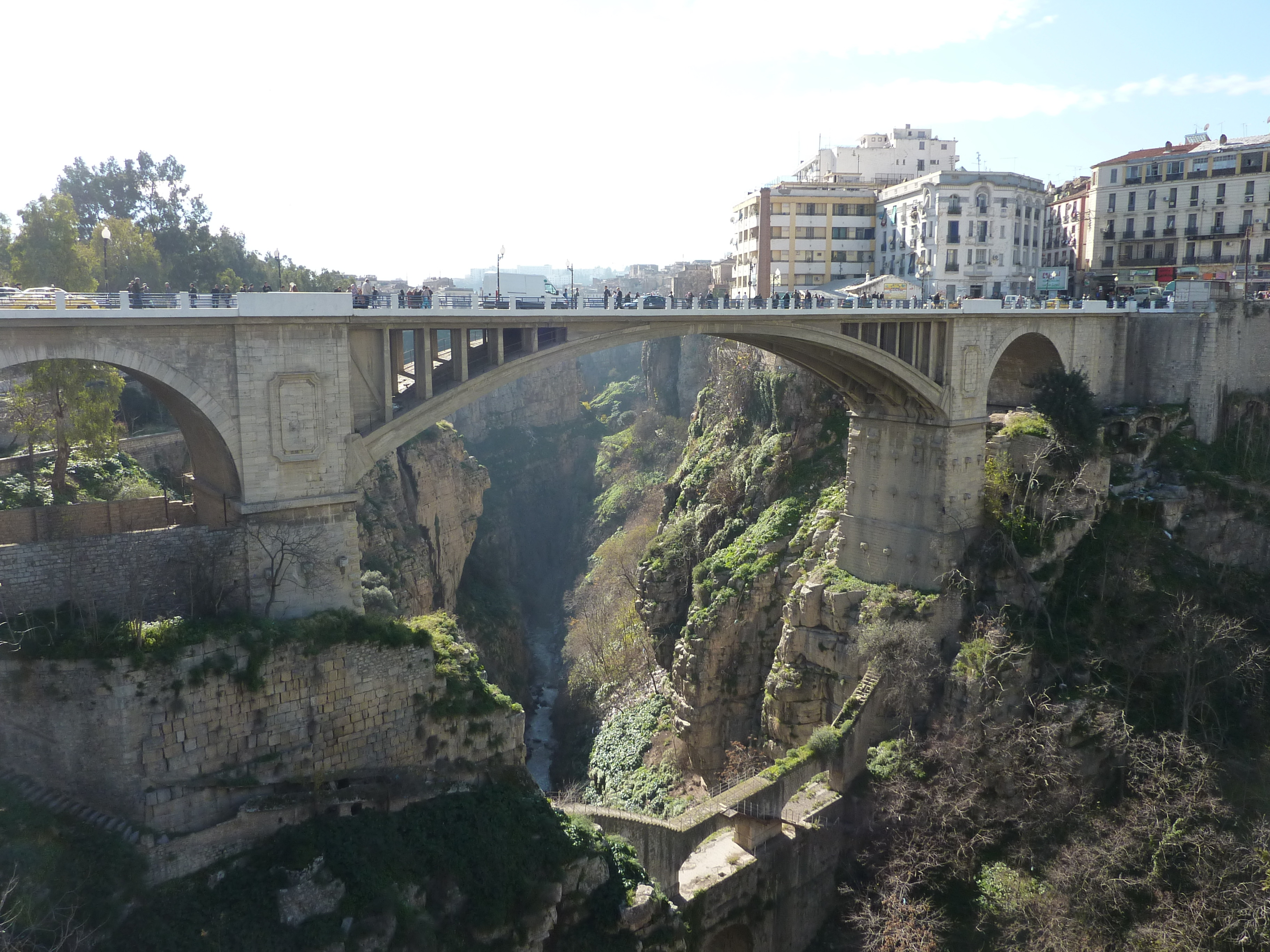